# یواس‌اس چیکولار (اس‌اس-۴۶۴)
یواس‌اس چیکولار (اس‌اس-۴۶۴) (به انگلیسی: USS Chicolar (SS-464)) یک زیردریایی بود.